# Кехтна (волость, 2017)
Ке́хтна (эст. Kehtna vald) — волость в Эстонии в составе уезда Рапламаа. Образована в 2017 году. Административный центр — посёлок Ярваканди.

## География

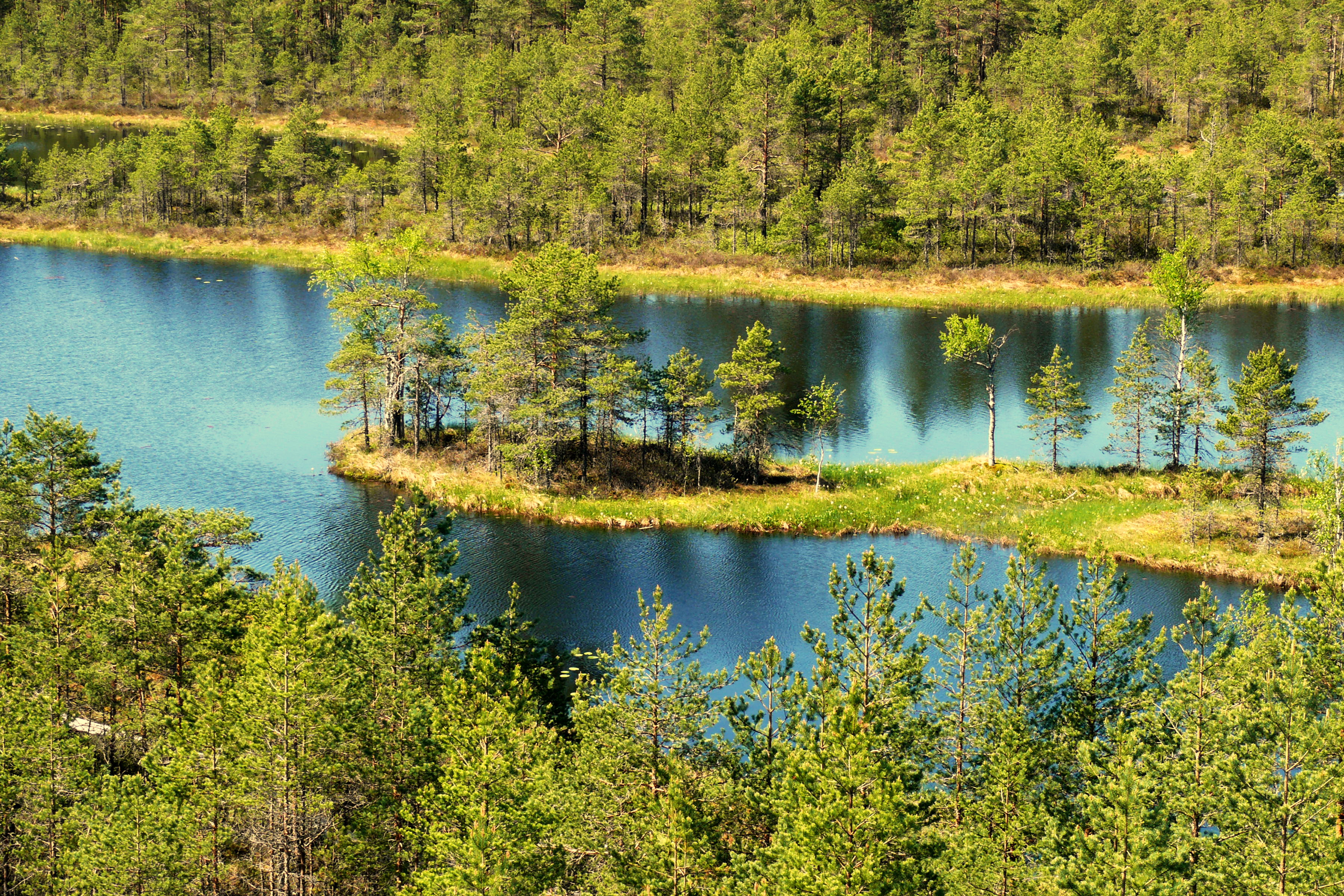
Озеро Эйдапере на болоте Мукри

Расположена в центральной Эстонии, в южной части уезда Рапламаа. Площадь — 511,95 км². Плотность населения на 1 января 2024 года составила 10,7 чел/км².
24 % территории волости составляет возделываемая земля, 49 % — лес, остальное — жилая и производственная земля, торфяные и верховые болота. Протяжённость с севера на юг — почти 40 км, с востока на запад — около 15 км. Граничит с волостями Рапла, Мярьямаа, Тюри и Пыхья-Пярнумаа.
На территории волости находятся часть природного парка Кыннумаа, бо́льшая часть природного парка Мукри, природоохранные болота Кеава и Лоосалу.
По территории волости проходит самая длинная река водосборного бассейна Финского залива — Кейла.

## История
Волость Кехтна образована в октябре 2017 года в результате административно-территориальной реформы путём слияния волости Кехтна и поселковой волости Ярваканди . Административный центр волости — городской посёлок Ярваканди.
Историческое русское название волости Кехтна во времена Российской империи — Кехтельская волость, волость Кехтель (нем. Kechtel, Gemeinde).

## Символика
Герб: на сине-белом наклонно разделённом на ровные части геральдическом щите (I) белый пламенный кубок и (II) чёрный ворон. В символике использованы основные элементы объединившихся муниципалитетов: ворон — от прежней волости Кехтна, кубок для изготовления стекла — от поселковой волости Ярваканди. Синий цвет символизирует водоёмы, ворон — жизненную силу, долголетие, хорошие идеи и мыслительную деятельность, благоразумие и мудрость, предусмотрительность и память, инспирацию и поэзию, а также сельскохозяйственную деятельность. Как символ власти ворон охраняет и защищает местную общину от внешних воздействий в её деятельности по организации своей жизни, охраняет и следит за мирным развитием региона.

Флаг: на сине-белом наклонно разделённом на одинаковые части полотнище (I) белый пламенный кубок и (II) чёрный ворон. Нормальный размер флага 105×165 см, соотношение ширины и длины 7:11.
Волость также имеет свои логотип, вымпел и девиз, который на эстонском языке звучит как «Kehtna vald tiivustab tegudele», на английском «Kehtna inspires all to good deeds», в переводе на русский: «Кехтна вдохновляет всех на добрые дела».

## Населённые пункты
В составе волости один городской посёлок, 5 сельских посёлков и 43 деревни.

Городской посёлок: Ярваканди. 

Сельские посёлки: Кеава, Кехтна, Каэпере, Лелле, Эйдапере.

Деревни: Ахекынну, Валту-Нурме, Вастья, Инглисте, Калбу, Кастна, Каэрепере, Кенни, Кехтна-Нурме, Коогимяэ, Коогисте, Кумма, Кырбья, Кябикюла, Кярпла, Лалли, Лау, Лаэсте, Леллапере, Леллапере-Нурме, Линнаалусте, Локута, Метсаээре, Мукри, Надалама, Нылва, Охекатку, Паласи, Палукюла, Паэ, Пыллу, Пырсаку, Реонда, Рыуэ, Саарепыллу, Сакса, Саунакюла, Селья, Сооалусте, Хаакла, Херту, Хийе, Элламаа.

## Демография по данным Регистра народонаселения
По данным Регистра народонаселения, который ведёт Министерство внутренних дел Эстонии, численность населения в административных границах современной волости Кехтна в период 2012—2018 годов имела постоянную тенденцию к снижению: в среднем она уменьшалась на 1,4 % в год. Естественный прирост населения в 2012—2017 годы был негативным, за исключением 2016 года; сальдо миграции в этот же период было постоянно негативным. В среднем в год в волость въезжало 170 человек и выезжало 215.
По состоянию на 1 августа 2018 года 63,5 % от общего числа жителей волости составляли лица трудоспособного возраста (15-64 года), 15,4 % — лица в возрасте 0-14 лет и 21,1 % — лица пенсионного возраста (65 лет и старше). Мужчин и женщин было примерно одинаково: соответственно 49,3 % и 50,7 % от общей численности населения.

## Данные Департамента статистики
Данные Департамента статистики Эстонии о волости Кехтна:

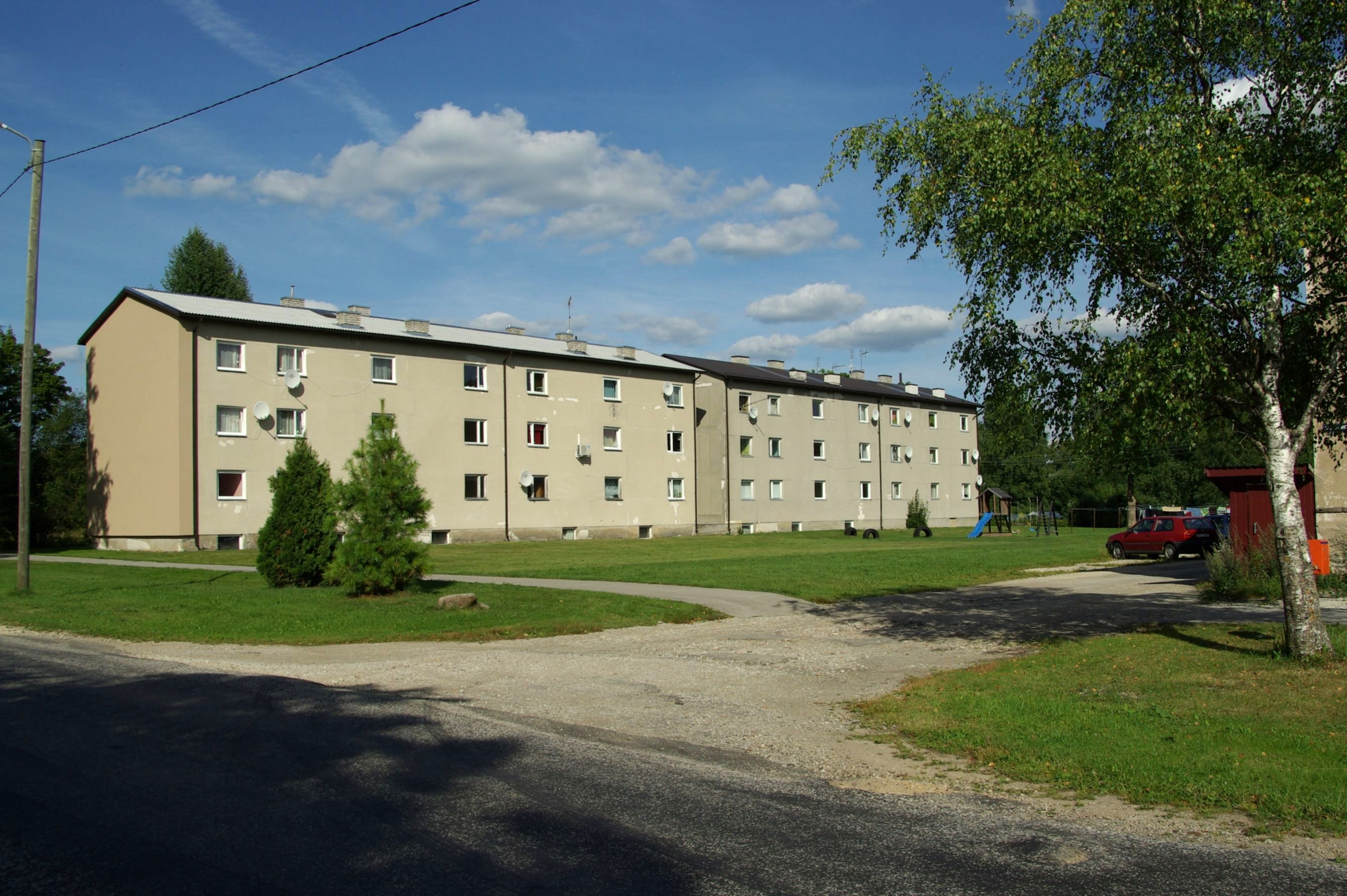
Деревня Эйдапере

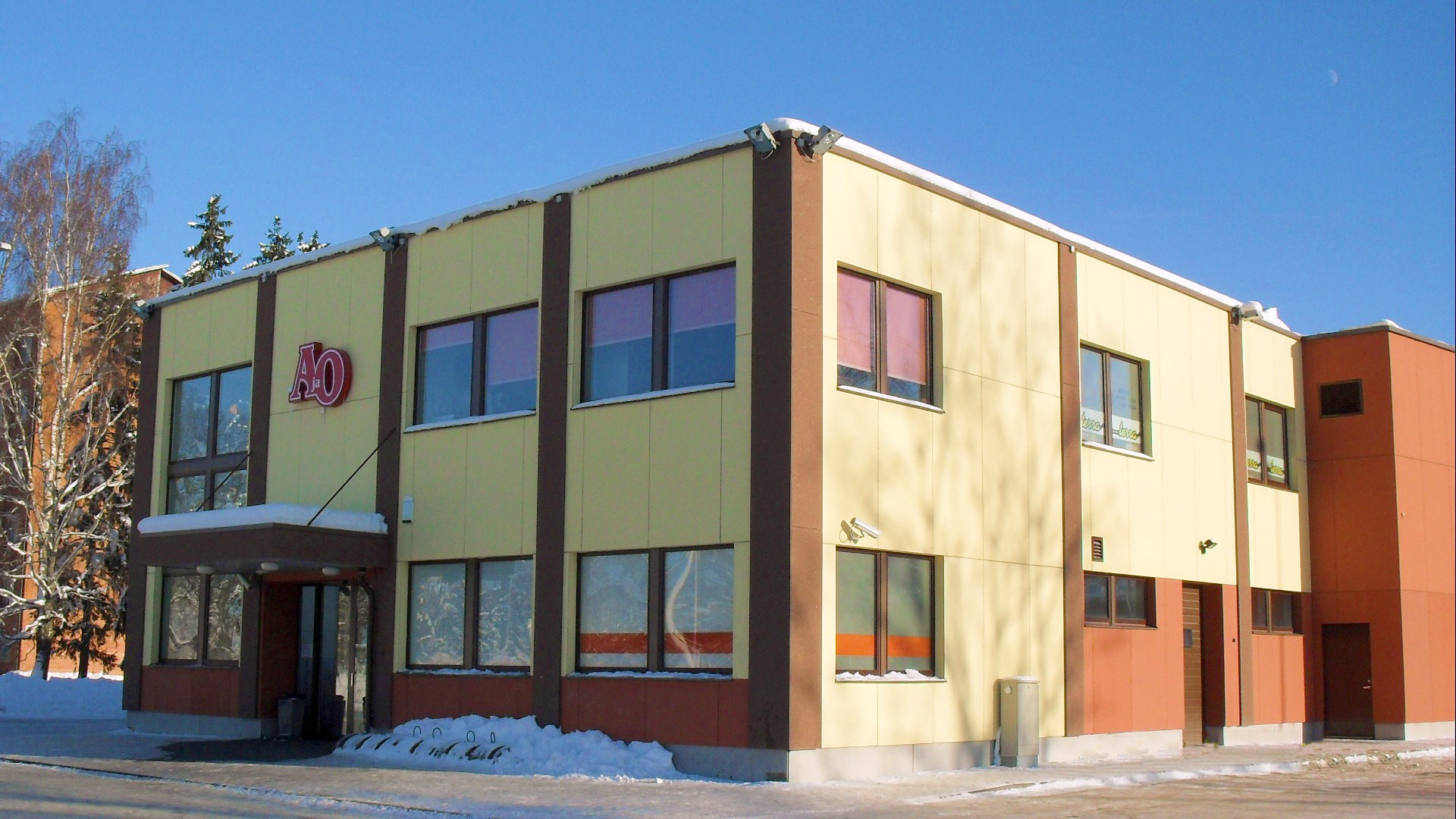
Магазин торговой сети «A&O» в посёлке Кехтна

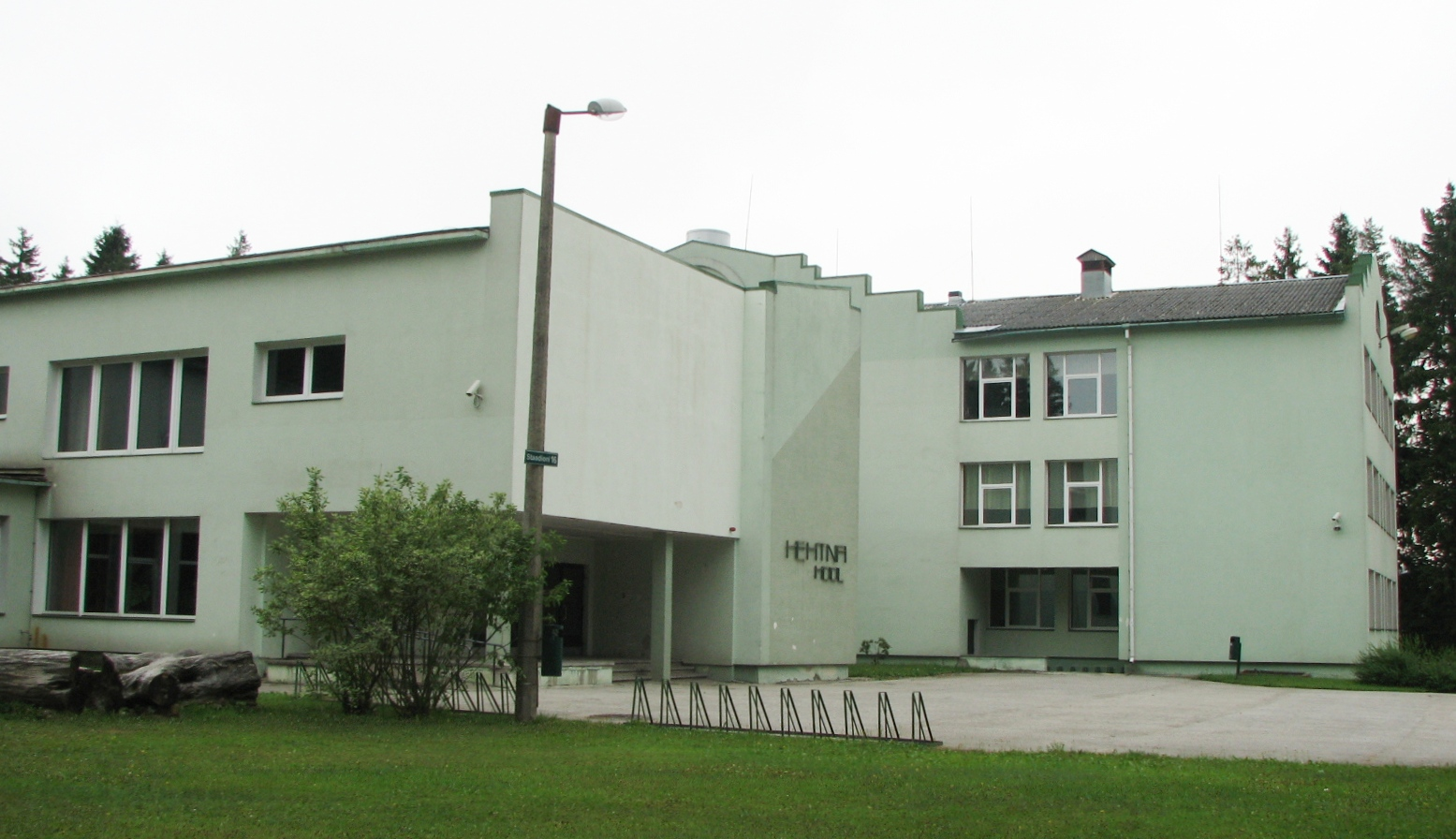
Основная школа Кехтна

Число жителей на 1 января каждого года:
| Год  | 2016 | 2017   | 2018   | 2019   | 2020   | 2021   | 2022   | 2023   | 2024   |
| ---- | ---- | ------ | ------ | ------ | ------ | ------ | ------ | ------ | ------ |
| Чел. | 5661 | ↗ 5585 | ↗ 5535 | ↗ 5469 | ↗ 5460 | ↘ 5416 | ↘ 5407 | ↗ 5454 | ↗ 5499 |

Число рождений (живорождённых):
| Год  | 2015 | 2016 | 2017 | 2018 | 2019 | 2020 | 2021 | 2022 | 2023 |
| ---- | ---- | ---- | ---- | ---- | ---- | ---- | ---- | ---- | ---- |
| Чел. | 52   | ↗ 56 | ↗ 59 | ↘ 52 | ↗ 68 | ↘ 33 | ↗ 45 | ↗ 46 | ↘ 42 |

Число умерших:
| Год  | 2015 | 2016 | 2017 | 2018 | 2019 | 2020 | 2021  | 2022 | 2023 |
| ---- | ---- | ---- | ---- | ---- | ---- | ---- | ----- | ---- | ---- |
| Чел. | 59   | ↘ 55 | ↗ 81 | ↘ 67 | ↗ 76 | ↘ 60 | ↗ 126 | ↘ 82 | ↘ 63 |

Зарегистрированные безработные:
| Год  | 2016 | 2017 | 2018 | 2019 | 2020 | 2021 | 2022 | 2023 |
| ---- | ---- | ---- | ---- | ---- | ---- | ---- | ---- | ---- |
| Чел. | 147  | 119  | 129  | 135  | 167  | 224  | 176  | 228  |

*2015—2020 годы — среднегодовое число, с 2021 года — на 1 января.
Средняя брутто-зарплата работника:
| Год  | 2016 | 2017   | 2018   | 2019   | 2020   | 2021   | 2022   |
| ---- | ---- | ------ | ------ | ------ | ------ | ------ | ------ |
| Евро | 1005 | ↗ 1068 | ↗ 1121 | ↗ 1197 | ↗ 1264 | ↗ 1332 | ↗ 1445 |

В 2019 году волость Кехтна занимала 35 место по величине средней брутто-зарплаты среди 79 муниципалитетов Эстонии.
Число учеников в школах:
| Год  | 2015 | 2016  | 2017  | 2018  | 2019  | 2020  | 2021  | 2022  | 2023  | 2024  |
| ---- | ---- | ----- | ----- | ----- | ----- | ----- | ----- | ----- | ----- | ----- |
| Чел. | 460  | ↗ 484 | ↘ 476 | ↗ 482 | ↘ 479 | ↗ 483 | ↘ 463 | ↗ 487 | ↘ 486 | ↘ 478 |

## Инфраструктура

### Образование
По состоянию на 1 августа 2018 года в волости работали 4 детских сада. В 2017/2018 учебном году их посещал 281 ребёнок, что на 5 % меньше по сравнению с 2012/2013 учебным годом. Общее образование дают 4 основные школы: школа Эйдапере, школа Ярваканди, основная школа Кехтна и основная школа Валту.
В посёлке Кехтна расположена Кехтнаская школа искусств, где можно обучаться музыке и искусству. Она работает с 1992 года. В 2017/2018 учебном году в школе насчитывалось 130 учеников. В 2017 году был также открыт филиал школы в посёлке Ярваканди. В Кехтна также действует Кехтнаский центр профессионального образования — государственное учреждение, где в 2018 году обучалось около 500 человек, не считая переобучение и повышение квалификации.

### Медицина и социальное обеспечение
Медицинскую помощь первого уровня предоставляют 3 центра семейных врачей: в Ярваканди, Кехтна и Лелле, там же работают аптеки. Помощь врачей-специалистов и стационарное лечение оказывает уездная больница в Рапла.
Учреждения по уходу: Дом по уходу Калбу и его подразделения — Общинный дом Локута, Дом по уходу Ярваканди и школьный интернат Эйдапере. Социальные дома находятся в посёлках Кехтна и Ярваканди и в деревнях Калбу и Локута.

### Культура, досуг и спорт
В волости работает 7 библиотек. В Кехтнаской национальной библиотеке работает Интернет-пункт, в библиотеке Эйдапере есть бесплатная зона wi-fi.
Действуют Открытый молодёжный центр в посёлке Кехтна, Открытый молодёжный центр в Ярваканди и Молодёжная комната в Каэрепере. В разных регионах волости работают 7 учреждений культуры: Дом культуры в Ярваканди, Народные дома, клубы и др. Крупнейший спортивный объект волости — расположенный в Каэрепере Спортивный дом Валту. Его комплекс включает в себя плавательный бассейн, тренажёрный зал, сауны, теннисный корт, площадку для диск-гольф и футбольную площадку с искусственным «травяным» покрытием. Различные спортивные объекты есть в Ярваканди, Эйдапере, Кеава, Инглисте, Локута, Лелле. Зимой прокладываются лыжные трассы в Каэрепере, Палукюла и Ярваканди.
Клубы для пожилых действуют в Ярваканди, Эйдапере, Лелле, Кехтна, Кеава, Каэрепере и Инглисте. В волости есть три центра отдыха: «Деревня отдыха Лаукатагузе», «Локута Пухкекескус» и «Тоосиканну Пухкекескус», которые предлагают туристические и гостиничные услуги.
В Эйдапере, Кеава, Каэрепере, Кехтна и Инглисте есть открытые певческие эстрады.
Ежемесячно, кроме июля, издаётся волостная газета «Valla Vaatleja».

### Транспорт
По состоянию на начало 2018 года протяжённость дорог в волости составляла 482 км, из которых в муниципальной собственности были 314 км.
Волость расположена в выгодном с точки зрения логистики месте. Через волость проходят шоссе Таллин — Рапла — Тюри и Рапла — Ярваканди — Кергу, есть железнодорожное сообщение на линии Таллин — Лелле — Тюри — Вильянди. Согласно плану строительства скоростной железной дороги Rail Baltica трасса пройдёт через волость Кехтна возле посёлка Ярваканди. Недалеко от волости находится международная транспортная зона Via Baltica.
В волости имеется несколько маршрутов школьных автобусов.

### Жилая среда
Центральное водоснабжение и канализация есть в посёлках Кехтна, Ярваканди, Каэрепере и в деревнях Кеава и Эйдапере. Системы центрального отопления есть в посёлках Кехтна, Ярваканди и Каэрепере. В деревне Локута центральное отопление есть в двух многоквартирных домах. В реновированных котельных в Каэрепере и Кехтна в качестве основного вида топлива используется древесная щепа. Уличное освещение имеется в самых больших населённых пунктах волости.
По данным Департамента полиции за 2015 год, уровень преступности в обоих муниципалитетах, образовавших новую волость, был значительно ниже среднего по Эстонии.

## Экономика
95 % предприятий волости — это микро-предприятия (численность работников менее 10).
Самое большое предприятие волости по числу работников — акционерное общество «O-I Production Estonia AS», бывший «Järvakandi Klaas AS», в советское время — Завод строительных материалов «Ярваканди техазед». С 2003 года его собственником является расположенное в Финляндии дочернее предприятие «OI Finnish Holdings OY» американского концерна «Owens-Illinois».
Крупнейшие работодатели волости по состоянию на 31 марта 2020 года:

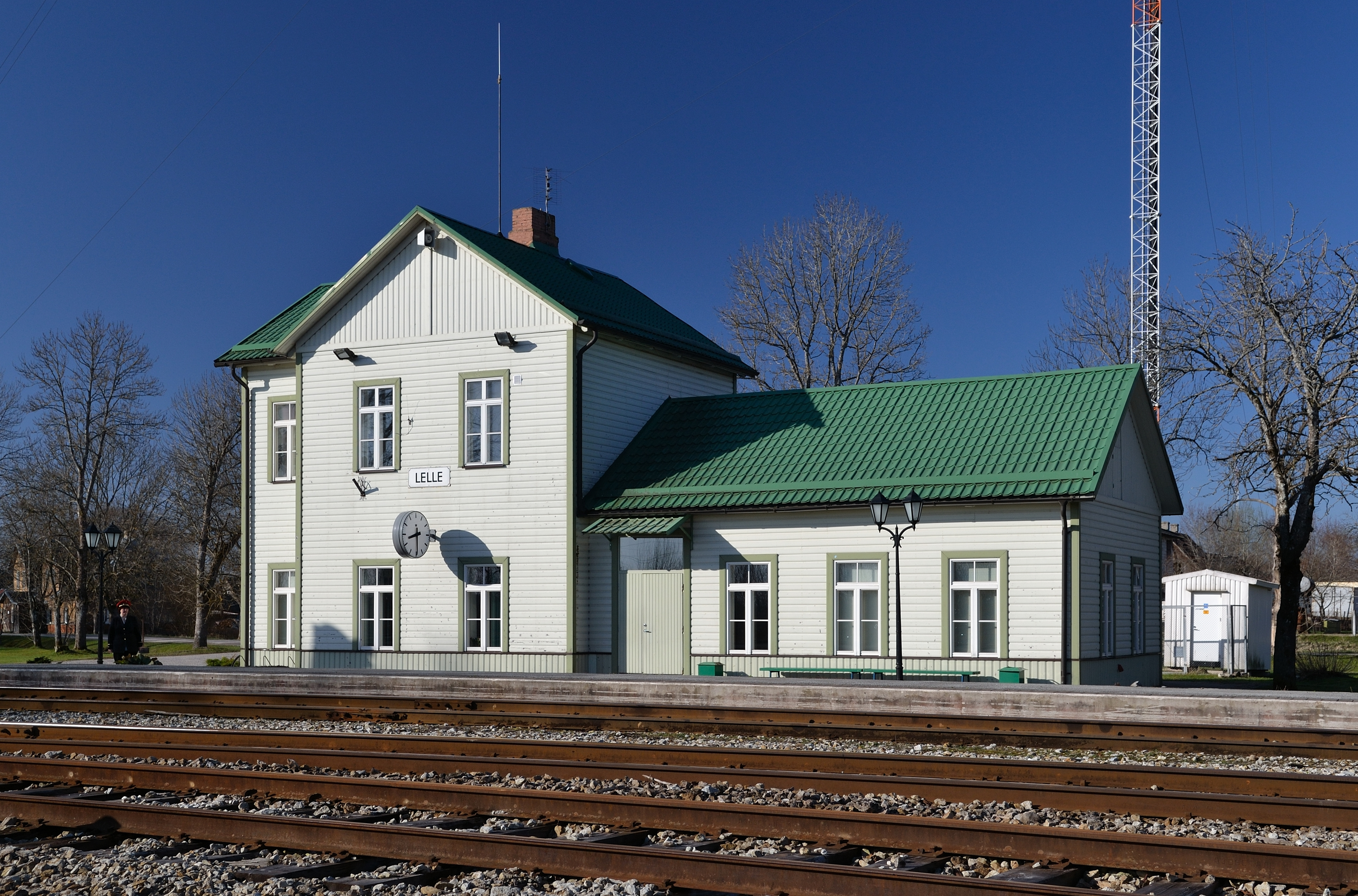
Железнодорожный вокзал Лелле

| Предприятие/организация   | Вид деятельности                                    | Численность работников |
| ------------------------- | --------------------------------------------------- | ---------------------- |
| O-I Estonia AS            | Производство стеклянной тары                        | 159                    |
| Vindor OÜ                 | Производство деревянных дверей, окон и их рам       | 127                    |
| Kehtna Vallavalitsus      | Волостная управа; орган государственного управления | 97                     |
| Kehtna Kutsehariduskeskus | Профессиональное учебное заведение                  | 68                     |
| Kehtna Mõisa OÜ           | Разведение молочных пород скота                     | 49                     |
| Kehtna Lasteaed Siller    | Детский сад                                         | 48                     |
| Järvakandi Kool           | Основная школа                                      | 32                     |

## Достопримечательности
Памятники культуры:
- мыза Кехтель (Кехтна);
- мыза Гель (Инглисте), первое упоминание относится к 1526 году. С 1724 года и до отчуждения в 1919 году принадлежала семейству фон Шталей (Stahl). Главное здание мызы возведено в середине 18-го столетия, в 1796 году пристроен зал, в конце 19-го столетия — широкая каменная терраса и ступенчатый щипец в стиле неоготики. После пожара в 1905 году было восстановлено в первоначальном виде. После войны в здании располагалась библиотека, в летние периоды — тренировочные лагеря детской спортшколы. Здание сгорело в 1984 году. В 1990-х годах было начато его восстановление по проекту архитектора Меэлиса Йоонсаара (Meelis Joonsaar), которое продолжается до сих пор. При инспектировании 20.09.2019 находилось в удовлетворительном состоянии[22].

Другие достопримечательности:
- Музей стекла в Ярваканди, основан в 2000 году в последнем сохранившемся с 1879 года рабочем общежитии стеклодувов. Дом был перенесён с территории завода в центр посёлка. Постоянная экспозиция размещается в четырёх бывших кухнях дома общей площадью 140 м2 и разделена на две темы: история производства стекла в Ярваканди и история посёлка[23];
- лютеранская церковь в Ярваканди;
- туристическая тропа Центра по управлению государственными лесами[эст.] на болоте Мукри.

## Галерея

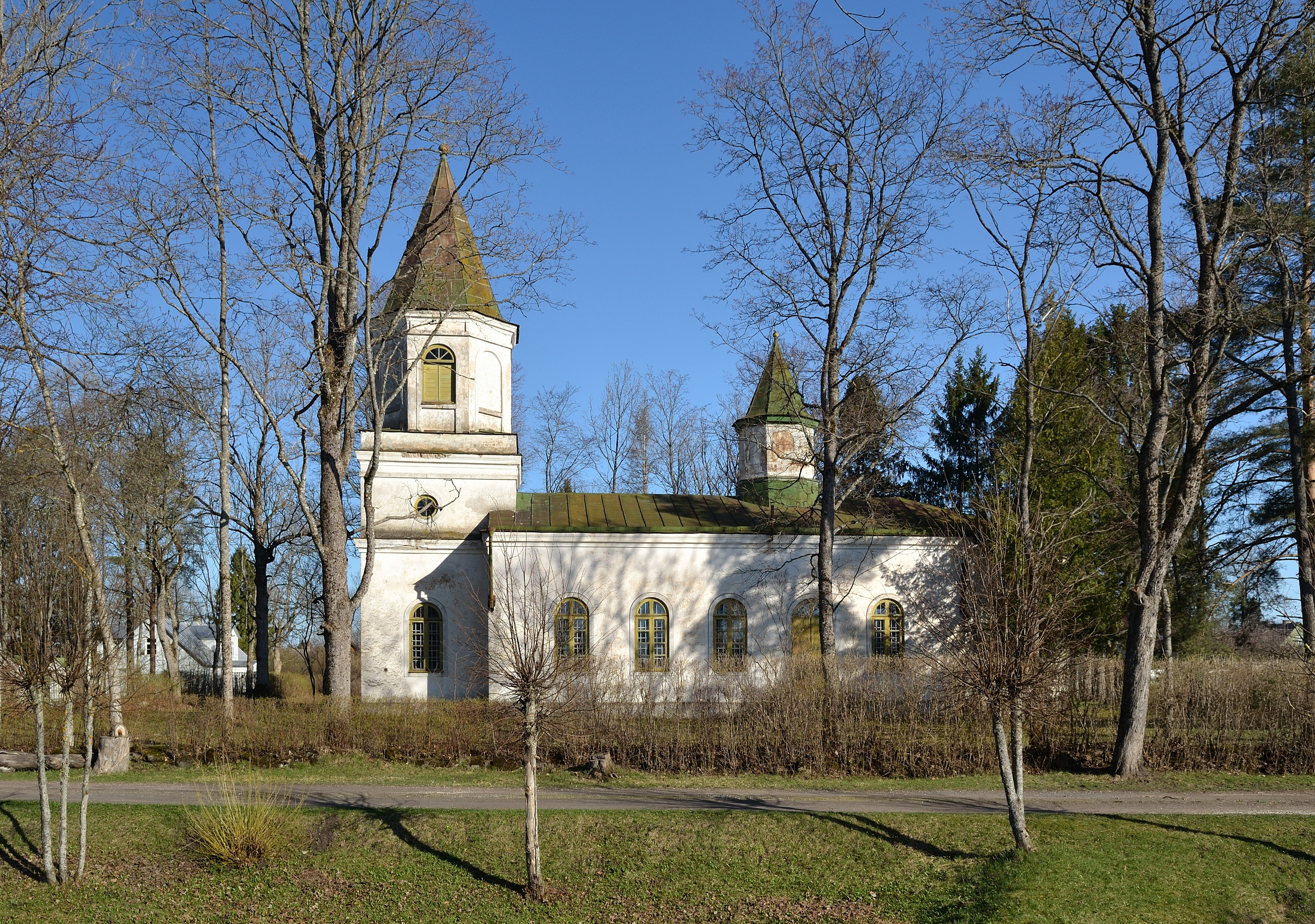
Православная церковь Лелле, памятник культуры
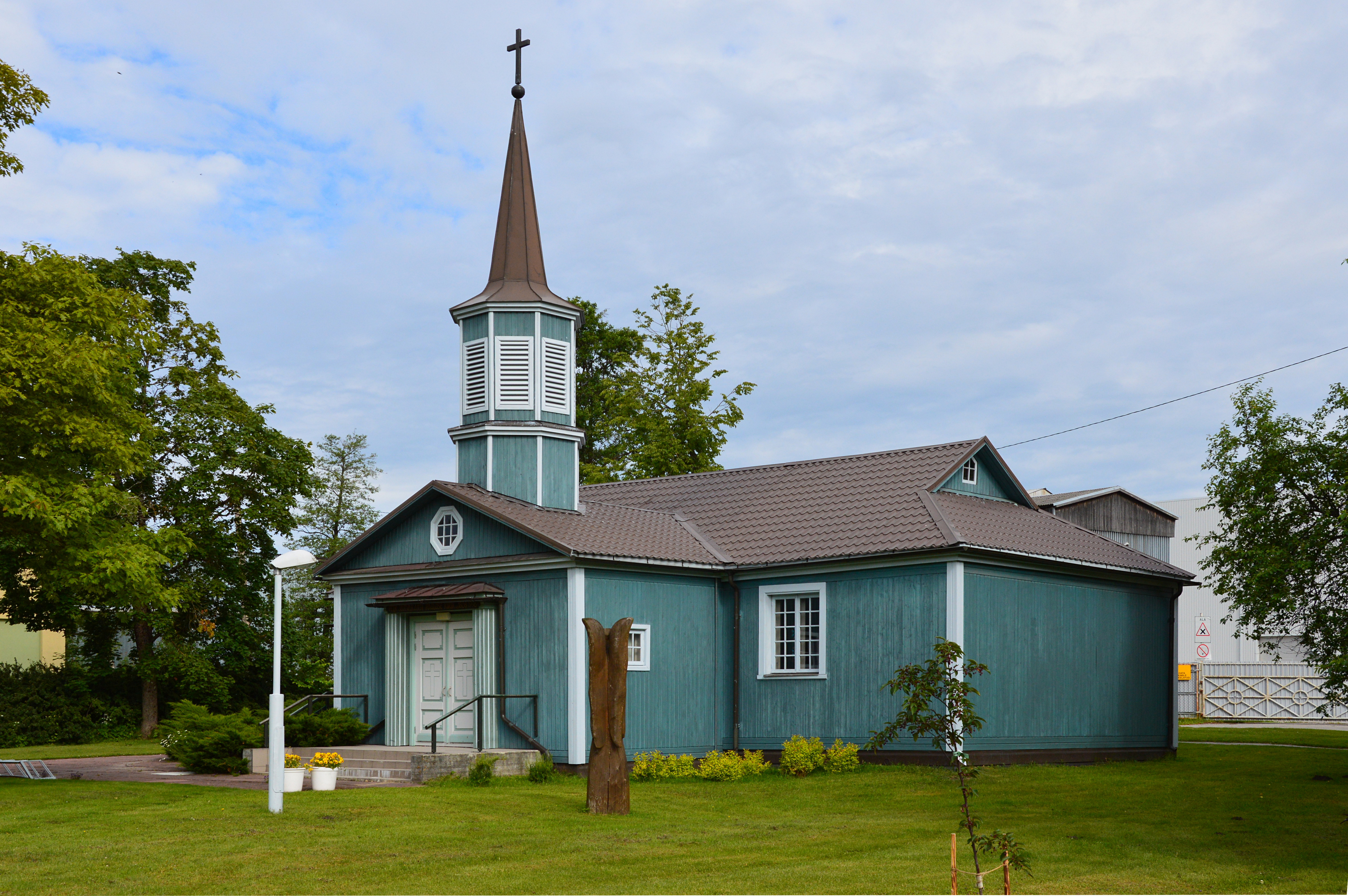
Лютеранская церковь святого Павла в Ярваканди
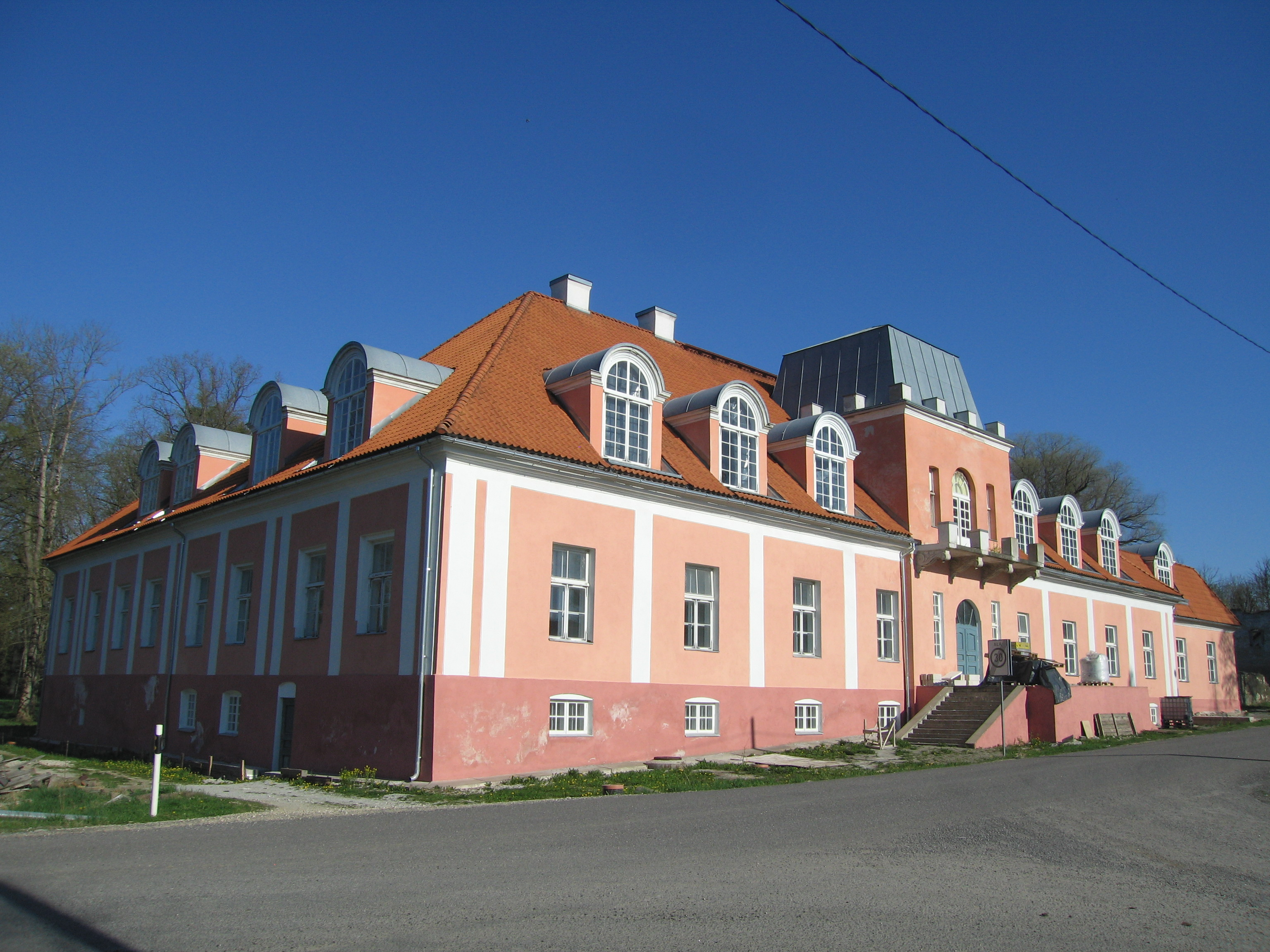
Главное здание мызы Гель (Инглисте) в 2016 году
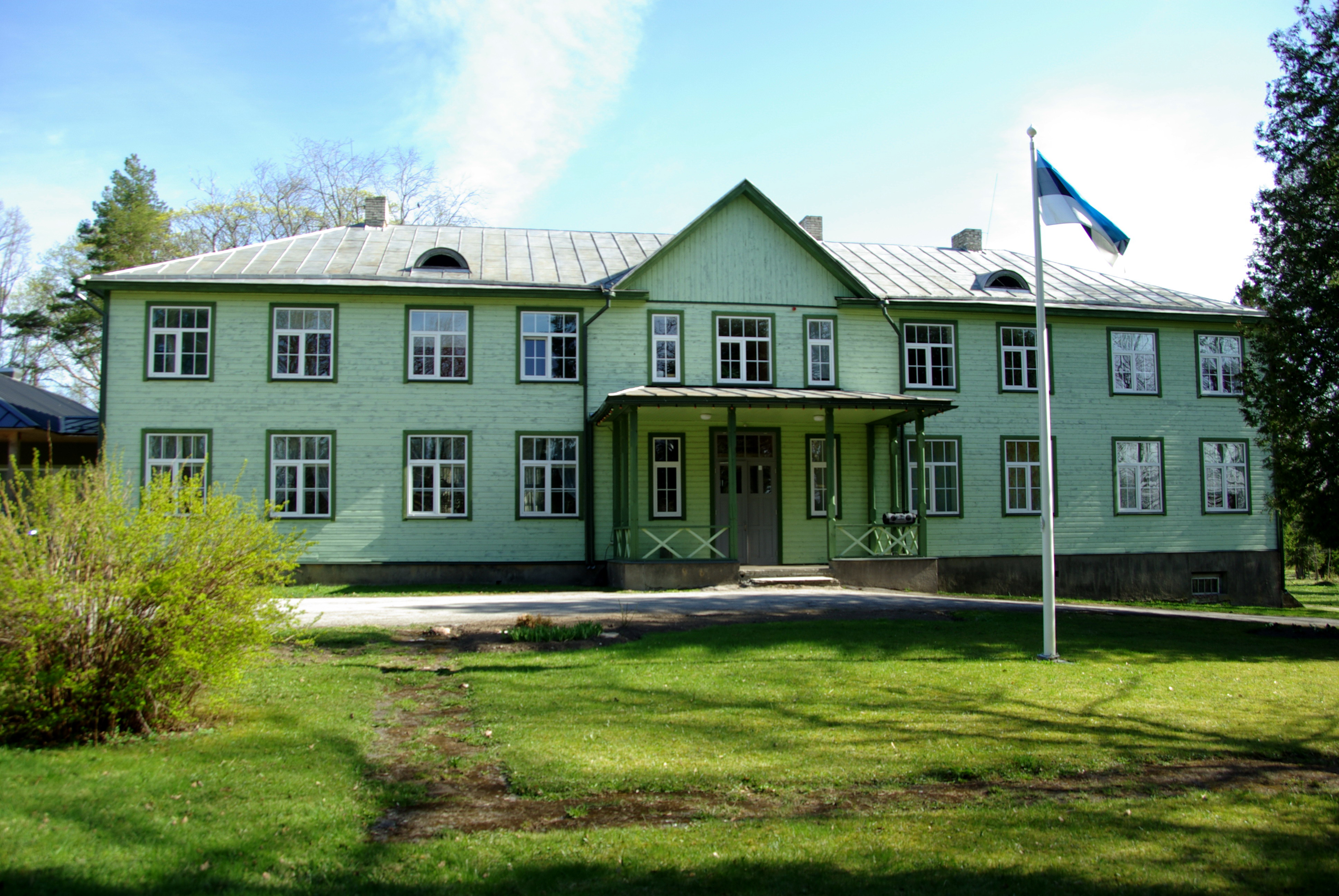
Главное здание мызы Эйдапере в 2011 году
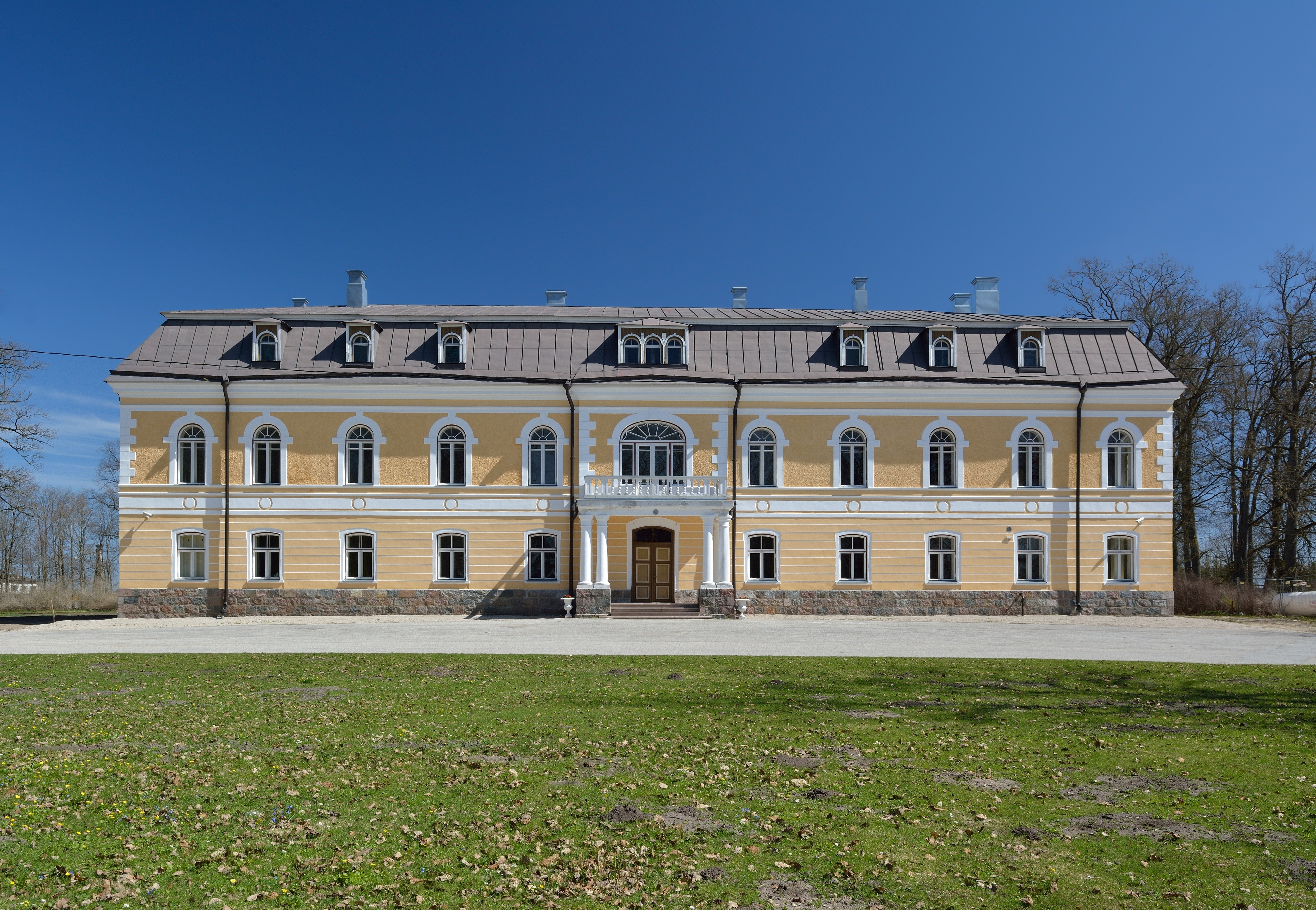
Главное здание мызы Кехтель (Кехтна) в 2013 году
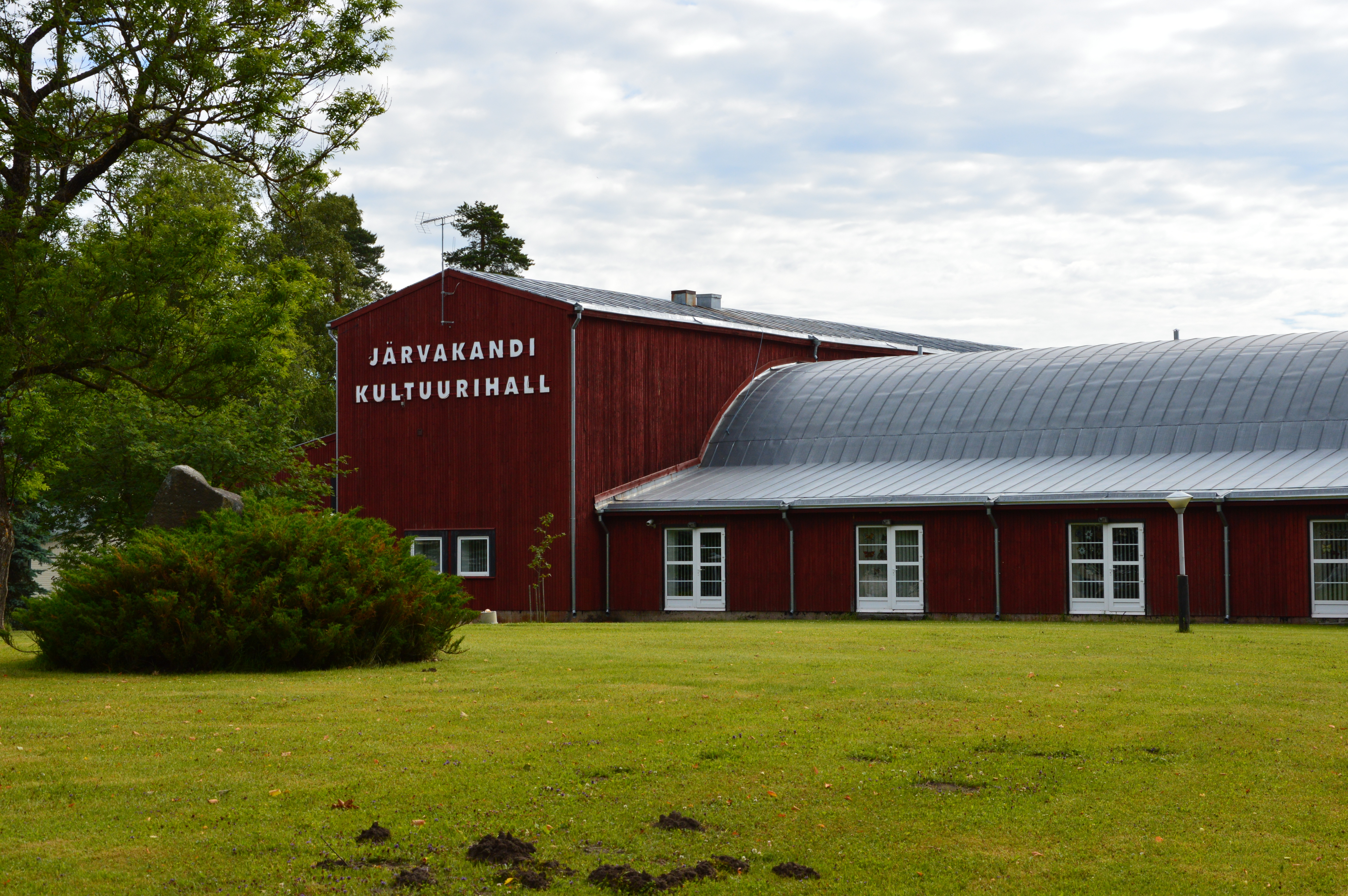
Дом культуры Ярваканди
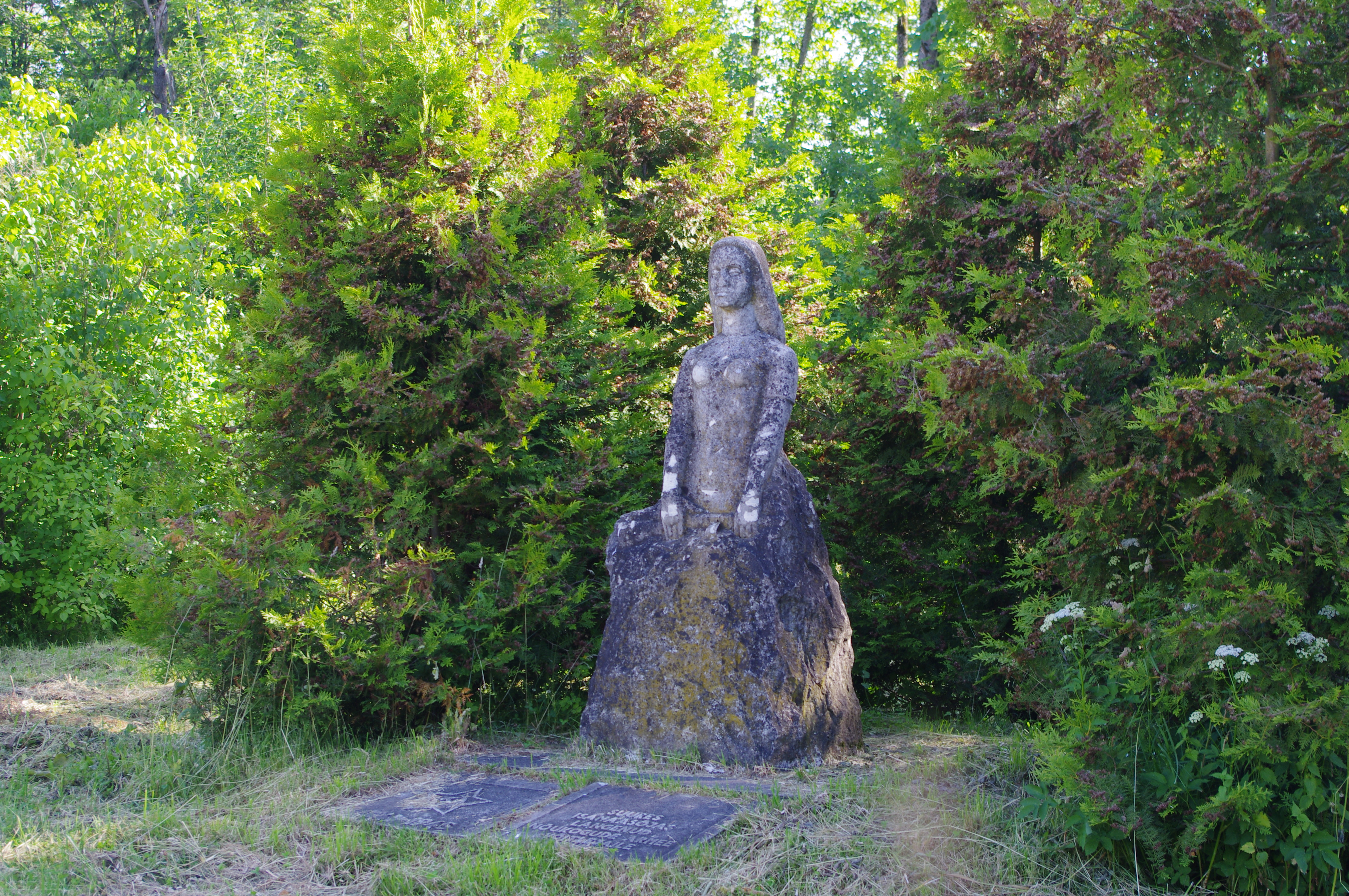
Братская могила советских воинов, павших во II мировой войне, посёлок Кехтна, 2012 год
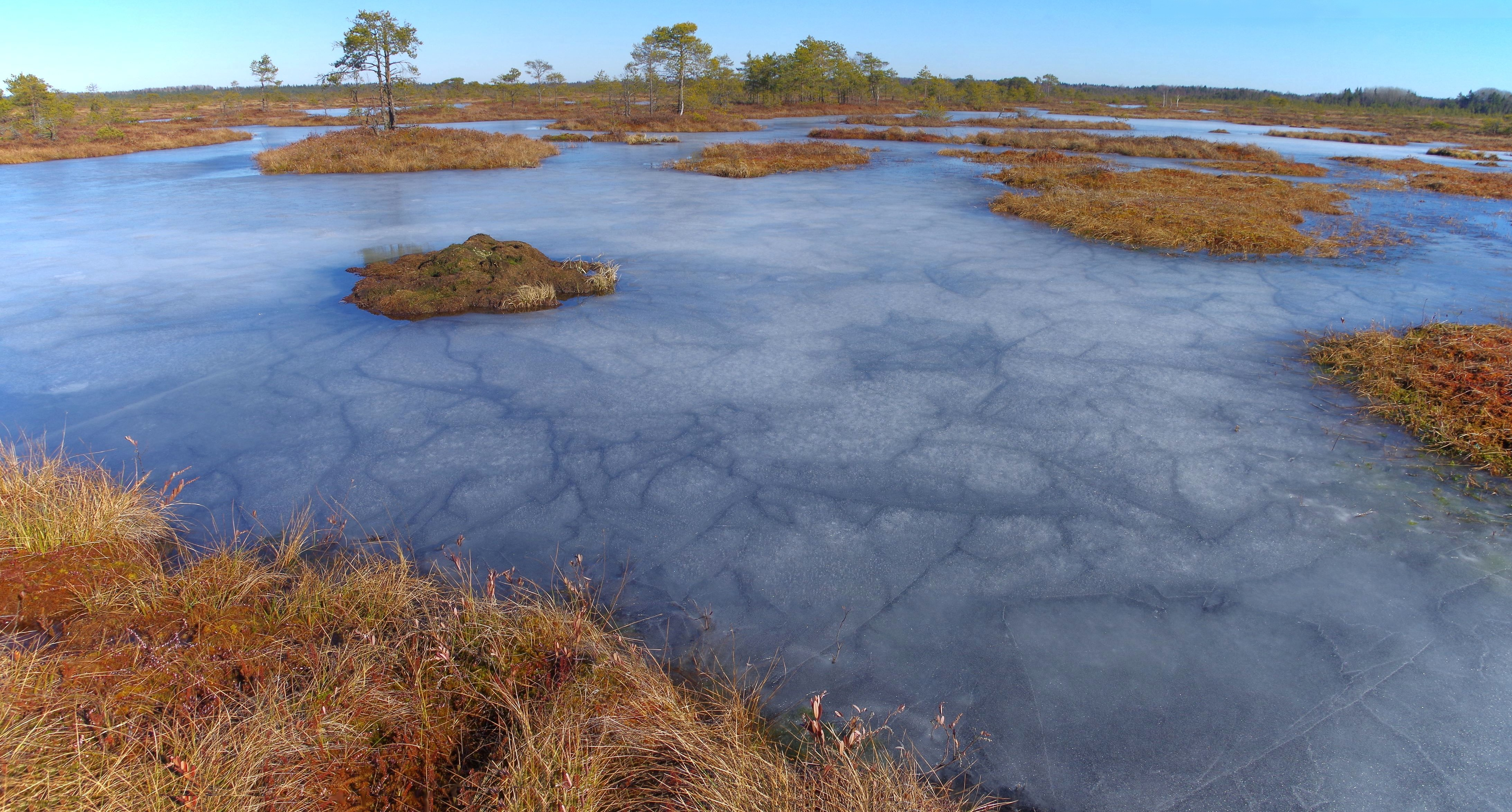
Болото Кеава в марте

## Комментарии
1. ↑  Эстонские топонимы, оканчивающиеся на -а, в русском языке не склоняются[13], а род получают по родовому слову, например, деревне присваивается женский род, хотя в эстонском языке нет категории рода.